# مدارس الثغر النموذجية
مدارس الثغر النموذجية، (بالإنجليزية: Al-Thager Model School)، هيَ مدارس تضمُّ المَراحل الدراسية الثلاث جميعاً تقع في «حي الثغر» في مدينة جدة طريق مكة، المملكة العربية السعودية. تأسست المدارس في عام 1947م، وهيَ بذلك من المَدارس القديمة والكبيرة في مدينة جدة خصوصاً والسعودية عموماً.

## التاريخ
تأسست مدارس الثغر النموذجية للمرة الأولى كمدارس ابتدائية في مدينة الطائف يَومَ الخميس 18 جمادى الأولى عام 1366 هـ (1947م) تحت اسم «المدارس النموذجية». ولاحقاً بعد ثلاثة أعوام أصبحت تضمُ مرحلتين، حيثُ افتتحت المَرحلة المُتوسطة عام 1369 هـ، وتبعتها الثانوية في عام 1373 هـ عندما أصبحت المَدارس تضمُّ جميع المَراحل الدراسية في السعودية.
وشهدت المَدارس تغيراً كبيراً في عام 1380 هـ عندما نُقلت إلى «حي الثغر» في مدينة جدة وغير الملك السعودي آنذاك - فيصل بن عبد العزيز آل سعود - اسمها إلى «مدارس الثغر النموذجية». ولاحقاً في عام 1399 هـ افتُتح فرع جديد منها في «حي الخالدية» يَضم - كالفرع الأول - المراحل الدراسية الثلاث في المملكة العربية السعودية. وأخيراً في عام 1418 هـ أصبحت المَدارس تحت إدارة وزارة التربية والتعليم (وزارة التعليم حاليا) في السعودية مُباشرة مع إبقائها مدارس نموذجية بعد أن أصدر فهد بن عبد العزيز قراراً بذلك.

## مشاهير من خريجيها
- محمد مشيع الغامدي
- وليد أحمد فتيحي
- عمر حسين
- علي الجفري
- أسامة بن لادن
- حسام بن عبد المحسن العنقري